# Dzień Pracownika Socjalnego

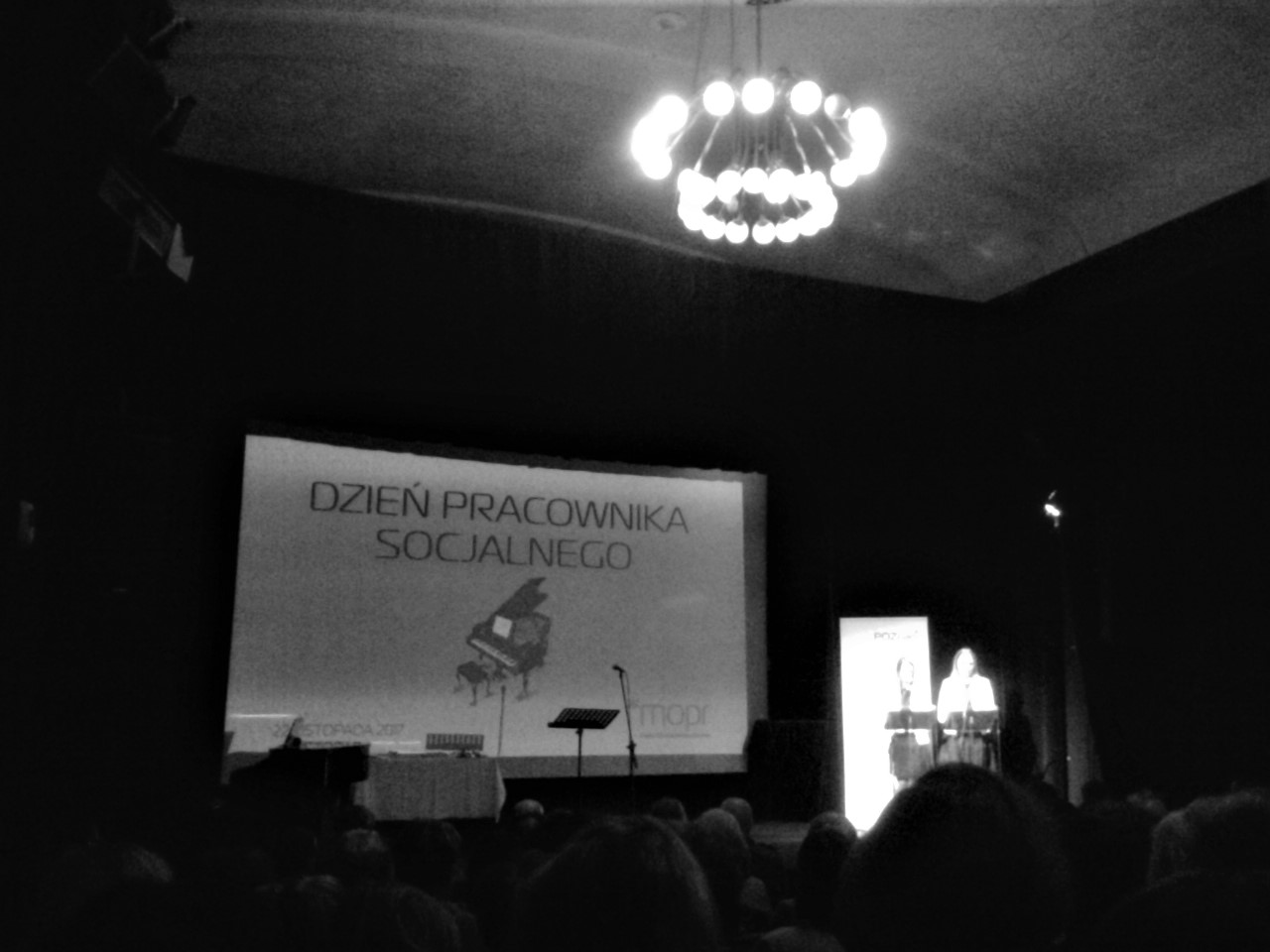
Obchody święta w Poznaniu w 2017

Dzień Pracownika Socjalnego – polskie święto obchodzone 21 listopada na mocy zapisu ustawy o pomocy społecznej z dnia 29 listopada 1990 (art. 51 ust. 4). Nowa ustawa z 2004 roku (z późn. zm.) podtrzymała zapis o święcie (art. 121 ust. 4).
Dzień ten nie jest dniem wolnym od pracy.

## Historia
Dzień 21 listopada upamiętnia spotkanie w miejscowości Charzykowy w 1989 roku w którym uczestniczyli Jacek Kuroń, Joanna Staręga-Piasek oraz pracownicy pomocy społecznej szczebla wojewódzkiego.

## Obchody
Dzień Pracownika Socjalnego jest świętem wszystkich pracowników służb społecznych, a w szczególności pracowników socjalnych. Sposób świętowania Dnia ma w Polsce wieloletnią tradycję.
Składają się na nią spotkania z przedstawicielami władz lokalnych, w trakcie których pracownicy socjalni oraz inni pracownicy pomocy społecznej otrzymują nagrody i wyróżnienia. 21 listopada każdego roku Minister odpowiedzialny za resort pomocy społecznej wręcza specjalne nagrody za wybitne i nowatorskie działania w obszarze pracy socjalnej oraz pomocy społecznej.

## Na świecie
W innych krajach obchodzony jest Dzień Pracy Socjalnej. Międzynarodowe Stowarzyszenie Pracowników Socjalnych w Europie od wielu lat promowała ten dzień poprzez SWAD – Social Work Action Day. Dzień Pracy Socjalnej od 1996 roku był tradycyjnie obchodzony przez pracowników socjalnych w Europie w drugi wtorek listopada każdego roku. Od 2007 roku z inicjatywy Międzynarodowego Stowarzyszenia Pracowników Socjalnych, IFSW obchodzony jest Światowy Dzień Pracy Socjalnej (WSWD). Pierwszy raz obchodzili ten dzień pracownicy socjalni, również w Polsce dnia 27 marca 2007. W roku 2008 dzień ten obchodzono 15 kwietnia, a kolejny WSWD wyznaczony był na dzień 17 marca 2009 roku. W roku 2010 WSWD obchodzony był 16 marca, a jego tematem wiodącym była możliwość realizacji praw człowieka.